# 福岡県中央信用組合

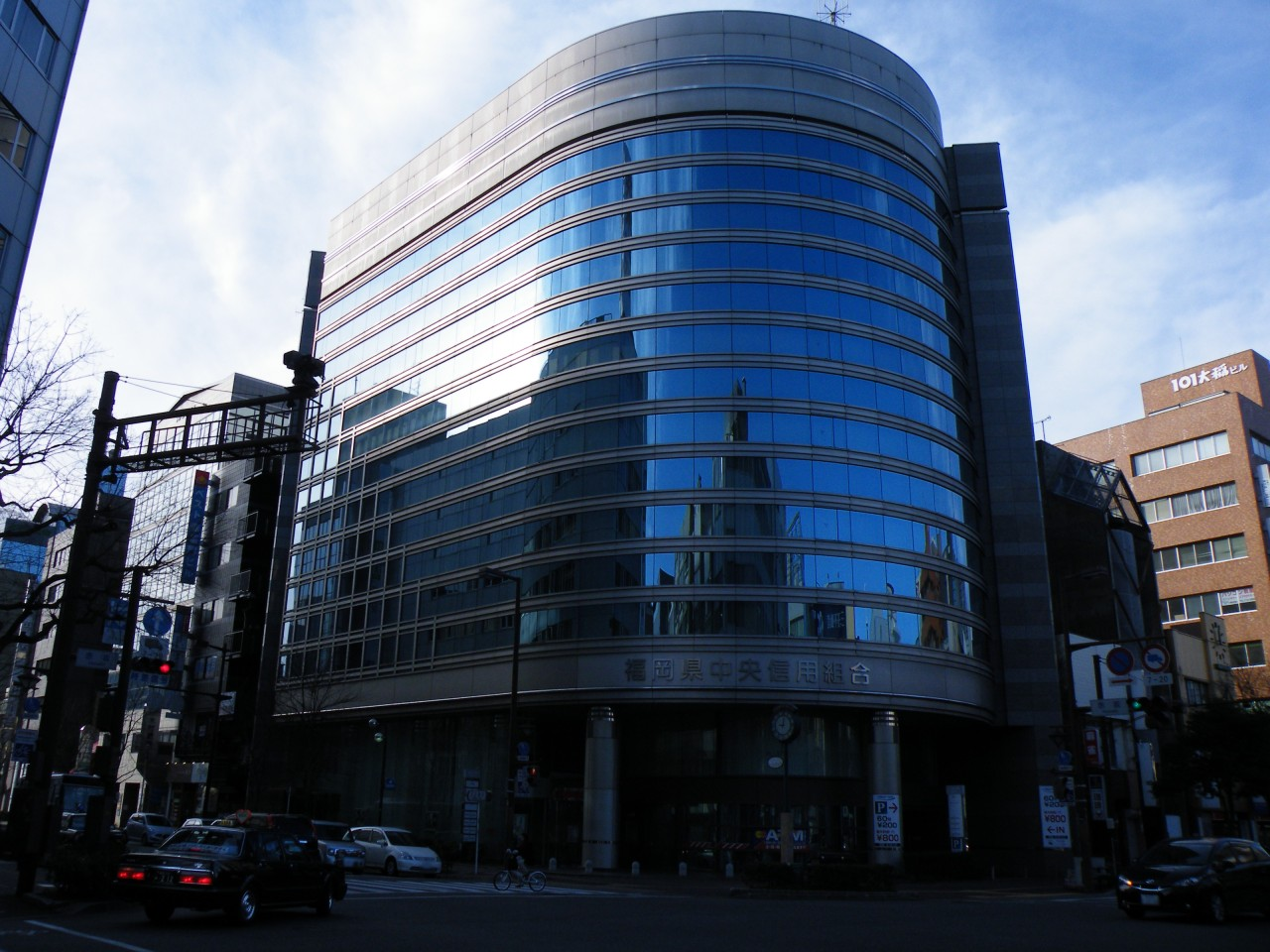
本店（2010年2月）

福岡県中央信用組合（ふくおかけんちゅうおうしんようくみあい）は、かつて福岡県福岡市中央区に本部を置いていた信用組合である。ATMでは、しんくみ お得ねっと提携信用組合のカードによる出金は自組合扱いとなる。

## 沿革
- 1957年4月 宗像信用組合として設立。
- 1984年4月 ふくおか・福岡県・福岡中央・福間・前原の5信用組合と合併し、福岡県中央信用組合となる。
- 2003年1月 九大医系信用組合と合併する。
- 2018年3月福岡県南部・とびうめの2信用組合と2018年12月を目途とした合併の基本合意を発表。
- 2018年12月 - 3信用組合の合併により福岡県信用組合発足。